# Aeroportul Regional Northeast Florida
Aeroportul Regional Northeast Florida (IATA: UST, ICAO: KSGJ, FAA LID: SGJ) este un aeroport din Florida, Statele Unite ale Americii. Aeroportul a fost tranzitat în 2019 de 340 de pasageri.
Situat la o altitudine de 3 m, aeroportul dispune de 3 piste.

## Infrastructură

### Piste
Aeroportul dispune de 3 piste: 
- pista 02/20 din asfalt, cu dimensiunile 2.610 picioare × 75 picioare
- pista 06/24 din asfalt, cu dimensiunile 2.701 picioare × 60 picioare
- pista 13/31 din asfalt, cu dimensiunile 8.002 picioare × 150 picioare